# Hillbilly Jim

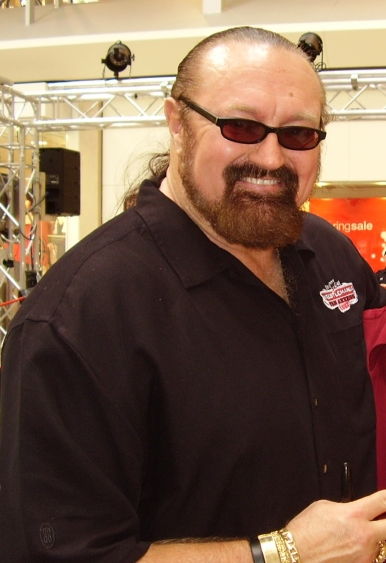
Hillbilly Jim

James Morris (* 5. Juli 1952) ist ein US-amerikanischer Profi-Wrestler im Ruhestand und derzeitiger Radiomoderator, besser bekannt unter seinem Ringnamen Hillbilly Jim.

## Leben
James Morris ist besonders bekannt für seine Auftritte bei der World Wrestling Federation (WWF) von 1984 bis 1991 und in der Serie Hillbilly Moments.

### Frühe Karriere (1975–1984)
Nachdem er an fünf US-amerikanischen Universitäten Basketball gespielt hatte, wechselte er zu einem Proficlub der belgischen  EuroMillions Basketball League. Ende der 1970er Jahre kehrte er in die Vereinigten Staaten zurück und absolvierte erfolglos eine Probetraining beim Basketballverein Philadelphia 76ers. Danach trainierte an der Western Kentucky University Bodybuilding, ohne sich einzuschreiben. Im Anschluss daran ging er als Wrestler Big Jim nach Calgary in Kanada. Kurze Zeit darauf kehrte er wieder in die Vereinigten Staaten zurück, weil seine Mutter erkrankt war.
Bevor Morris im WWF (jetzt WWE) als Hillbilly Jim auftrat, rang er bei der Continental Wrestling Association (CWA) in der Region Memphis unter dem Kampfnamen Harley Davidson, wo er einen Biker darstellte. Während dieser Zeit bildete Morris ein beliebtes Tag-Team mit Roger Smith, der wegen seiner Ähnlichkeit mit Dusty Rhodes den Ringnamen Dirty Rhodes trug.

### World Wrestling Federation (1984–1990)
Ende 1984 trat Morris zum ersten Mal im WWF als Wrestling-Fan Big Jim auf, der routinemäßig in der ersten Reihe der Live-Events saß und schließlich beschloss, es selbst als Wrestler zu versuchen. Nachdem er als Gast in einem Piper's Pit aufgetreten war, bot ihm Rowdy Roddy Piper an, ihn zu trainieren. Jim entschloss sich jedoch, sich vom WWF-Schwergewichtsmeister Hulk Hogan trainieren zu lassen. Anfang 1985 wurde einige Videoclips in der Fernsehsendung des WWF ausgestrahlt, die zeigten, wie Hulk Hogan Jim trainierte und sogar dessen Wrestling-Stiefel erhielt. Die Figur des Hillbilly Jim wurde eingeführt. Hillbilly Jim stellte einen einfach gestrickten, zottelbärtigen  Hillbilly aus den Appalachen dar, der eine Latzhose trug und aus Mud Lick in Kentucky stammte. Hillbilly Jim trat in ein paar Tag-Team-Matches mit seinem Freund Hulk Hogan auf und hatte seinen ersten hochkarätigen Einzelwettkampf beim The War to Settle the Score Event am 18. Februar 1985, bei dem er Rene Goulet besiegte. Morris wurde jedoch ein paar Tage später durch eine Verletzung ausgebremst. Bei einer Show in San Diego trat er in Hogans Ecke bei einem Wettkampf von Hogan gegen Brutus Beefcake auf. Während Morris Beefcakes Manager Johnny V im Ring nachjagte, glitt er an einer nasser Stelle aus, brach sich das Bein, wodurch er verletzungsbedingt sieben Monate keine Wrestling-Wettkämpfe bestreiten konnte. Um die sechs Monate während seiner Genesung zu überbrücken, wurden ähnlich gekleidete Familien-Mitglieder Onkel Elmer, Cousin Luke und Cousin Junior eingeführt, damit Morris als Manager am Ring begleitet werden konnte.
Als er eine Karriere im Ring wieder aufnahm, arbeitete Morris oft  mit seiner Familie, Hillbilly Family, oder dem Wrestler André the Giant zusammen. Er trat traditionell gegen die Giganten des WWF in dieser Ära an, wie Big John Studd und King Kong Bundy. Er hatte auch eine kurze Fehde mit Mr. Fuji und rang gegen ihn Ende 1986 in einer Reihe von Tuxedo Matches im Smoking. Hillbilly Jim trat im Allgemeinen als spaßige Figur auf und war nur selten in ernsthaften Handlungen zu sehen. Seine Titelmusik war eine volkstümliche Square-Dance-Melodie mit dem Titel Don't Go Messin' With a Country Boy, zu der Morris zusammen mit seinen Partnern, dem Ringsprecher und/oder Kindern aus der Menge tanzte, während das Publikum mitklatschte.
Sein erster Auftritt bei WrestleMania war bei Wrestlemania 2 im Rahmen des offenen Einladungskampfes Royal. Sein nächster Wrestlemania-Auftritt war ein Noveltymatch in WrestleMania III mit King Kong Bundy und Zwergwrestlern. Bei der Survivor Series '88 arbeitete Jim mit seinem alten Mentor Hulk Hogan zusammen mit Randy Savage, Hercules und Koko B. Ware, um das Team von Big Boss Man, Akeem, Ted DiBiase, King Haku und The Red Rooster zu besiegen. Obwohl Jim von Akeem ausgeschaltet wurde, überlebten Hogan und Savage und gewannen das Match.
Hillbilly Jim arbeitete auch als Lückenbüßer für Wrestler, die nicht erschienen waren oder das Unternehmen verlassen hatten. John Studd hatte die WWF verlassen, während er sich mitten in einer großen Fehde mit Andre The Giant befand, und Jim wurde dazu aufgefordert, Studds Rolle zu übernehmen. Am 10. Juni 1989 erregte Jim im Nassau Coliseum große Aufmerksamkeit dadurch, dass er Andre The Giant durch Disqualifikation besiegte.
Hillbilly Jim trat bis zum Sommer 1990 regelmäßig in WWF-Matches auf. Sein letztes hochkarätiges Match beim WWF fand während der Ausgabe des Saturday Night's Main Event XXVI am 28. April 1990 (aufgenommen am 23. April 1990) statt, bei dem er in einem Squash-Spiel, das knapp 2 Minuten dauerte, gegen Earthquake verlor. Sein letztes Match fand am 31. August 1990 gegen Black Bart in Cedar Rapids, Iowa, statt.
1992 kehrte Hillbilly Jim als einer der letzten Gastgeber des WWF Prime Time Wrestling neben Vince McMahon, Jim Duggan, Bobby Heenan, Mr. Perfect, Sgt. Slaughter und vielen mehr bis zur letzten Episode von Prime Time Wrestling im Januar 1993 zurück.

### Spätere Karriere (1990–heute)
Von 1992 bis 2004 reiste Morris weltweit als Vertreter des WWF für Vince’s Coliseum Home Video und später für Sony Video.
Er kehrte im Dezember 1995 als Gastschiedsrichter zurück und wurde einen Monat später Manager von Henry O. und Phineas I. Godwinn, "Cousins", die Schweinezüchter waren, und führte sie zur WWF Tag Team Championship. Nachdem die Godwinns im Frühjahr 1997 aufgehört hatten, wurde Hillbilly Jim nach 14 Monaten nicht mehr als Manager benötigt. Morris arbeitete später als Straßenagent und nahm 2001 am Gimmick Battle Royal bei WrestleMania X-Seven teil, wo er Jim Cornette und Sgt. Slaughter ausschaltete, wurde aber zuletzt von The Iron Sheik selbst ausgeschaltet.
Er war von 2004 bis 2008 der offizielle WWE-Legendenmoderator der äußerst erfolgreichen WWE WrestleMania Axxess-Tour für WrestleMania XX, WrestleMania 21, WrestleMania 22 und WrestleMania 23 in großen Einkaufszentren in den USA. Im Rahmen der WrestleMania 20 Fan Axxess Tour trat Hillbilly Jim vom Januar bis März 2004 u. a. im House of Blues in den Städten Los Angeles, Chicago und New Orleans auf, was von Gibson Guitar gesponsert wurde.
Im Jahr 2005 fügte Sirius Satellite Radio Hillbilly Jim's Moonshine Matinee als wöchentliches Programm auf dem Outlaw Country Channel 60 hinzu. Jeden Samstag spielte Morris eine große Auswahl an klassischer Country-Musik und Southern Rock. Zwischen den Aufzeichnungen erzählte er Geschichten aus seinen Tagen beim WWF.
Am 10. April 2012 trat Hillbilly Jim beim WWE SmackDown: Blast from the Past auf.
2014 war in der ersten Staffel von WWE Legend's House zu sehen.
Hillbilly Jim wurde am 6. April 2018 offiziell in die WWE Hall of Fame aufgenommen.